# Presidente de la Cámara de Diputados de Bolivia
El Presidente de la Cámara de Diputados de Bolivia es la máxima autoridad de la Cámara Baja de la Asamblea Legislativa Plurinacional. Se encuentra en el tercer lugar en la línea de sucesión del Presidente del Estado, en caso de impedimento o ausencia definitiva.
Desde el 5 de noviembre del 2024 ocupa el cargo el legislador Omar Yujra Santos.

## Presidentes de la Cámara de Diputados
| Presidentes y Presidentas de la Cámara de Diputados                                                                                    | Período como Presidente o Presidenta | Período como Presidente o Presidenta | Edad al asumir la Presidencia | Tiempo de duración en la Presidencia |
| Presidentes y Presidentas de la Cámara de Diputados                                                                                    | INICIO                               | FINAL                                | Edad al asumir la Presidencia | Tiempo de duración en la Presidencia |
| --- | ------------------------------------ | ------------------------------------ | ----------------------------- | ------------------------------------ |
| DÉCADA DE 1970 (Años 70s) |                                      |                                      |                               |                                      |
| Desde septiembre de 1969 hasta agosto de 1979 (10 años), el Congreso Boliviano fue cerrado por la dictadura militar de Ovando Candia   |                                      |                                      |                               |                                      |
| Lidia Gueiler Tejada † (1921-2011) | 1 de agosto de 1979                  | 16 de noviembre de 1979              | 58 años                       | 3 meses y 15 días                    |
| José Zegarra Cerruto † (1924-1986) | 16 de noviembre de 1979              | 17 de julio de 1980                  | 55 años                       | 8 meses y 1 día                      |
| DÉCADA DE 1980 (Años 80s) |                                      |                                      |                               |                                      |
| Desde julio de 1980 hasta octubre de 1982 (2 años), el Congreso Boliviano fue otra vez cerrado por la dictadura militar de García Meza |                                      |                                      |                               |                                      |
| Samuel Gallardo Lozada † (1923-2020)                                                                                                   | 10 de octubre de 1982                | 6 de agosto de 1983                  | 59 años                       | 9 meses y 27 días                    |
| Gualberto Claure Ortuño † (1923-2013)                                                                                                  | 6 de agosto de 1983                  | 6 de agosto de 1984                  | 60 años                       | 1 año                                |
| Samuel Gallardo Lozada † (1923-2020)                                                                                                   | 6 de agosto de 1984                  | 6 de agosto de 1985                  | 61 años                       | 1 año                                |
| Gastón Encinas Valverde (1944-) | 6 de agosto de 1985                  | 6 de agosto de 1986                  | 41 años                       | 1 año                                |
| Willy Vargas Vacaflor † (1935-2012) | 6 de agosto de 1986                  | 6 de agosto de 1988                  | 51 años                       | 2 años                               |
| Walter Soriano Lea Plaza † (1938-2000)                                                                                                 | 6 de agosto de 1988                  | 6 de agosto de 1989                  | 50 años                       | 1 año                                |
| Fernando Kieffer Guzmán † (1949-2009)                                                                                                  | 6 de agosto de 1989                  | 6 de agosto de 1991                  | 40 años                       | 2 años                               |
| DÉCADA DE 1990 (Años 90s) |                                      |                                      |                               |                                      |
| Gastón Encinas Valverde (1944-) | 6 de agosto de 1991                  | 6 de agosto de 1993                  | 47 años                       | 2 años                               |
| Guillermo Bedregal Gutiérrez † (1926-2018)                                                                                             | 6 de agosto de 1993                  | 6 de agosto de 1994                  | 67 años                       | 1 año                                |
| Javier Campero Paz (1946-) | 6 de agosto de 1994                  | 6 de agosto de 1995                  | 48 años                       | 1 año                                |
| Guillermo Bedregal Gutiérrez † (1926-2018)                                                                                             | 6 de agosto de 1995                  | 6 de agosto de 1996                  | 69 años                       | 1 año                                |
| Georg Prestel Kern (1960-) | 6 de agosto de 1996                  | 6 de agosto de 1997                  | 36 años                       | 1 año                                |
| Hormando Vaca Diez † (1949-2010) | 6 de agosto de 1997                  | 6 de agosto de 1998                  | 48 años                       | 1 año                                |
| Hugo Arturo Carvajal Donoso (1953-) | 6 de agosto de 1998                  | 6 de agosto de 2000                  | 45 años                       | 2 años                               |
| DÉCADA DE 2000 (Años 2000s) |                                      |                                      |                               |                                      |
| Jaalil Raacichd Melgar Mustafá (1953-)                                                                                                 | 6 de agosto de 2000                  | 6 de agosto de 2001                  | 47 años                       | 1 año                                |
| Luis Vásquez Villamor (1958-) | 6 de agosto de 2001                  | 6 de agosto de 2002                  | 43 años                       | 1 año                                |
| Guido Áñez Moscoso (1959-) | 6 de agosto de 2002                  | 6 de agosto de 2003                  | 43 años                       | 1 año                                |
| Oscar Arrien Sandoval (1962-) | 6 de agosto de 2003                  | 6 de agosto de 2004                  | 41 años                       | 1 año                                |
| Mario Adel Cossío Cortez (1960-) | 6 de agosto de 2004                  | 6 de agosto de 2005                  | 44 años                       | 1 año                                |
| Norah Soruco Barba (1964-) | 6 de agosto de 2005                  | 22 de enero de 2006                  | 41 años                       | 5 meses y 16 días                    |
| Edmundo Novillo Aguilar (1963-) | 22 de enero de 2006                  | 22 de enero de 2010                  | 43 años                       | 4 años                               |
| DÉCADA DE 2010 (Años 10s) |                                      |                                      |                               |                                      |
| Héctor Enrique Arce Zaconeta (1971-)                                                                                                   | 22 de enero de 2010                  | 22 de enero de 2012                  | 39 años                       | 2 años                               |
| Rebeca Delgado Burgoa (1966-) | 22 de enero de 2012                  | 22 de enero de 2013                  | 46 años                       | 1 año                                |
| Betty Tejada Soruco (1959-) | 22 de enero de 2013                  | 22 de enero de 2014                  | 54 años                       | 1 año                                |
| Marcelo Elío Chávez † (1964-2020) | 22 de enero de 2014                  | 22 de enero de 2015                  | 50 años                       | 1 año                                |
| Lilly Gabriela Montaño Viaña (1975-)                                                                                                   | 22 de enero de 2015                  | 22 de enero de 2019                  | 40 años                       | 4 años                               |
| Víctor Ezequiel Borda Belzu (1970-) | 22 de enero de 2019                  | 10 de noviembre de 2019              | 49 años                       | 9 meses y 19 días                    |
| Simón Sergio Choque Siñani (1968-) | 13 de noviembre de 2019              | 8 de noviembre de 2020               | 51 años                       | 11 meses y 25 días                   |
| DÉCADA DE 2020 (Años 20s) |                                      |                                      |                               |                                      |
| Freddy Mamani Laura (1974-) | 8 de noviembre de 2020               | 8 de noviembre de 2022               | 46 años                       | 2 años                               |
| Jerges Mercado Suárez (1970-) | 8 de noviembre de 2022               | 8 de noviembre de 2023               | 52 años                       | 1 año                                |
| Israel Huaytari Martínez (1985-) | 8 de noviembre de 2023               | 8 de noviembre de 2024               | 38 años                       | 1 año                                |
| Omar Yujra Santos (1980-) | 5 de noviembre de 2024               | Presente                             | 44 años                       | -                                    |